# Jardin botanique de Glasgow
Le jardin botanique de Glasgow, en anglais Glasgow Botanic Garden, est un jardin botanique de conservation et d’exposition de végétaux, souvent des espèces nobles ou rares, situé à Glasgow en Écosse (Royaume-Uni). Il se distingue par ses douze serres d’inspiration victorienne. L’une d’elles, le Kibble Palace, a été érigée en 1873 et reste à ce jour l’une des plus grandes serres du Royaume-Uni.
Les autres serres abritent un large éventail de plantes tropicales et désertiques (orchidées, cactus, palmiers, etc). Un arboretum est installé sur les terrains entourant les serres.

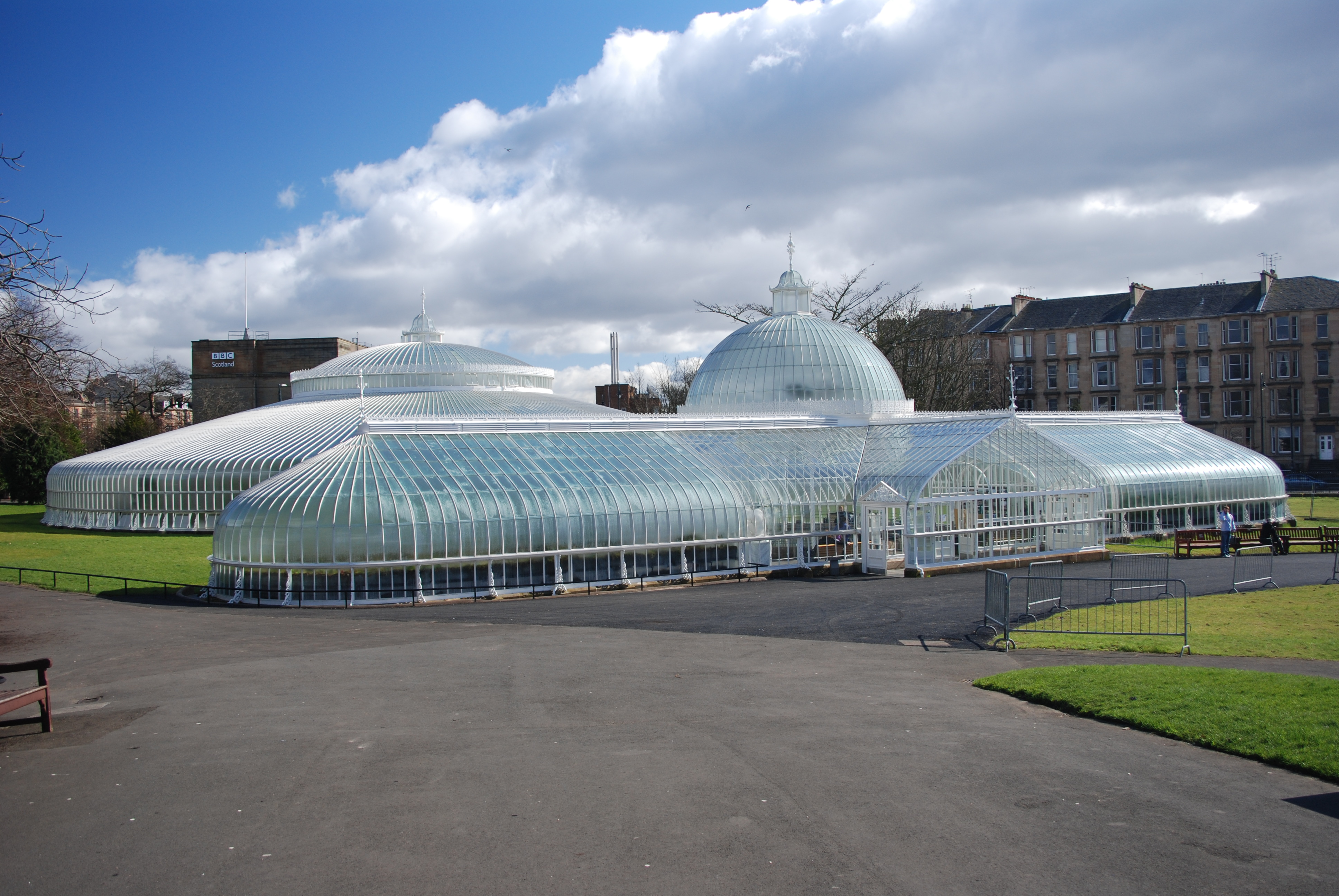
Les serres du Kibble Palace.